# Barnes & Noble

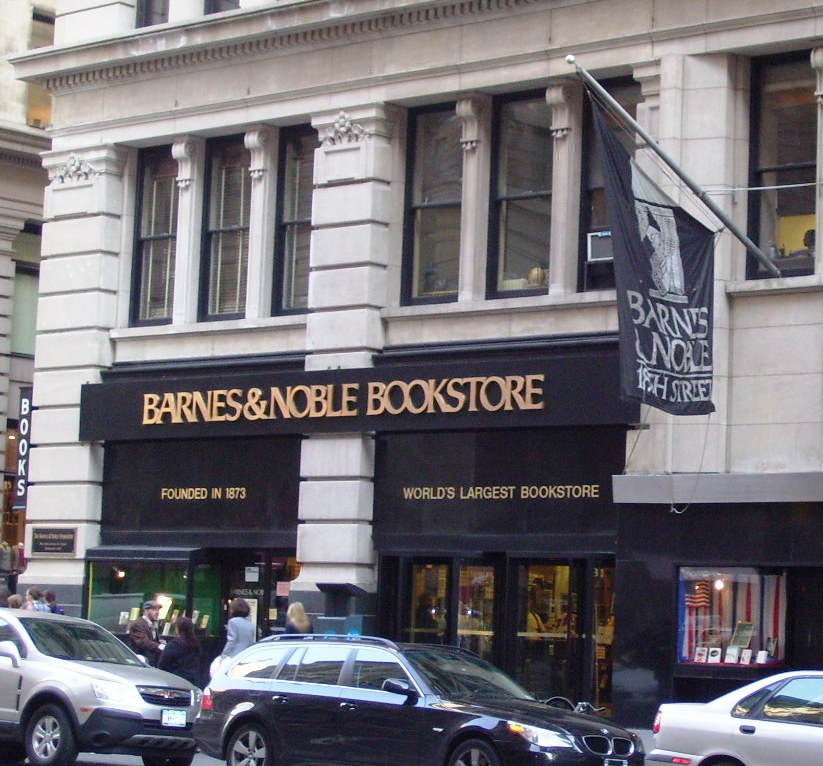
Librería Barnes & Noble en el 105 de la Quinta Avenida en Manhattan, Nueva York, abierta en 1932.

Barnes & Noble Booksellers es una cadena de librerías estadounidense, que cuenta con el mayor número de locales de venta minorista de libros de ese país. Su sede central se encuentra ubicada en Lower Manhattan en la ciudad de Nueva York. Barnes & Noble también operaba la cadena de librerías compactas B. Dalton Booksellers, hasta que anunció la liquidación de la cadena. 
La empresa es conocida por sus grandes puntos de venta, muchos de ellos incluyen un café Starbucks Coffee, y por sus precios competitivos. La mayoría de las librerías también venden revistas, periódicos, DVD, novelas gráficas, regalos, juegos y música. Hasta octubre de 2004 también se vendían videojuegos y otros artículos relacionados en las tiendas GameStop, hasta que la división fue transformada en una empresa independiente. Barnes & Noble también es conocida por vender el Barnes & Noble Nook, además de varias versiones de su mascota, un oso de peluche llamado "Barnsie".
La empresa cuenta con 717 locales (datos de octubre de 2010) en todos los Estados Unidos y el Distrito de Columbia, además de 637 librerías universitarias que llegan a 4 millones de estudiantes y 250.000 docentes universitarios en todo el país.